# Casimir Pierre Perier
Casimir Pierre Perier [ejtsd: perié] (Grenoble, 1777. október 21. – Párizs, 1832. május 16.) francia államférfi, Franciaország 11. miniszterelnöke.

## Élete
Miután 1798-tól 1802-ig a francia–olasz hadsereg soraiban szolgált, Párizsba ment, ahol Scipion bátyjával banküzletet nyitott, mely már a császárság idején is virágzott, igazi jelentőségére azonban csak a Bourbonok alatt emelkedett. Perier egyúttal mint író is jelét adta szakképzettségének és az 1817-es államkölcsön ellen oly kíméletlen cikkeket írt, hogy nevét közismeretté tette. Ugyancsak 1817-ben képviselőnek választották. A kamarában az alkotmányos ellenzékhez csatlakozott és nagy eréllyel küzdött a reakció, elsősorban a Villèle-kabinet ellen. 1828-ban a Martignac-minisztériumban kereskedelmi és pénzügyminiszterré lett, Jules Polignac kineveztetésekor azonban azonnal leköszönt. 1830-ban élénk részt vett a júliusi monarchia megalapításában, augusztus 3-án az új kamara elnöke lett, augusztus 11-én pedig tárca nélküli miniszter. De midőn november 2-án Laffitte került a kabinet élére, Périer kivált a kabinetből, mert Laffitte elveit forradalmiaknak tartotta. Egyúttal újra a kamara elnökévé választották. 1831. március 13-án Laffitte utóda lett a miniszterelnökségben és a belügyi tárcát is elvállalta. Ebben az állásban a radikális és még inkább a szocialista és anarchikus törekvésekkel szemben mint a juste milieu híve nagy szigort alkalmazott, minek folytán népszerűsége nagyon megcsappant. Műveit és beszédeit Rémusat adta ki (Opinions et discours, Páris 1838). Kolerában vesztette életét.